# Juncal (Porto de Mós)
Juncal es una freguesia portuguesa del municipio de Porto de Mós, con 26,67 km² de superficie y  habitantes (2001). Su densidad de población es de 121,5 hab/km².